# Dabhoi
Dabhoi ist eine Ortschaft im indischen Bundesstaat Gujarat, etwa 30 km südöstlich von Vadodara.

## Geschichte
Die mittelalterlichen indischen Stadtbefestigungen, von denen noch vier Stadttore erhalten sind, wurden im 12. Jahrhundert unter den Solanki-Herrschern als unregelmäßiges Viereck errichtet und im 13. Jahrhundert von den Moslems zum Teil zerstört. Die doppeltorigen Anlagen, die den Durchgang nur in rechtwinklig gebrochener Achse ermöglichen, vereinen in ihren Mauern Wach- und Nebenräume. Das ‚Diamanttor‘ wird zudem von zwei kleinen, in die Mauern gebauten Hindutempeln flankiert. Dekorativer Schmuck überspannt die in Kragbauweise errichteten, von einem massiven Sturz überspannten Torbögen.